# Claudio Pantaleoni
Claudio Pantaleoni (Massa, 1º aprile 1956) è uno scacchista e scrittore italiano.

## Attività agonistica
Come molti della sua generazione impara le mosse nel 1972 durante il Match del Secolo Fischer Spassky. Nel 1979 diventa Maestro Nazionale e nel 1985 ottiene l'Elo Fide. È oggi considerato il maggior esperto italiano di aperture di scacchi.
Migliori risultati:
- 1º classificato Festival Bagni di Lucca 1979 (promozione a Maestro)
- 1º classificato Campionato Italiano a Squadre 1980-81 ASIGC
- Finalista Camp. Italiano Assoluto FSI 1981 e 1989
- 3º classificato Camp. Italiano Arci 1984
- 1º classificato Camp. Italiano a squadre UISP 1985
- 1º classificato Festival Sorrento 1996/97

## Libri
Premio “Alvise Zichichi” 2005 Miglior libro di autore italiano con il testo "Capire le aperture vol.1 - Tutto su 1.e4 Aperte e Semiaperte".
In italiano:
- Capire le aperture vol.1 - Tutto su 1.e4 Aperte e Semiaperte (con Stefan Djuric e Dimitri Komarov) - 2004. Edizione LE DUE TORRI
- Capire le aperture vol.2 - Tutto su 1.d4 Partite di Donna e Indiane (con Stefan Djuric e Dimitri Komarov) - 2005. Edizione LE DUE TORRI
- Capire le aperture vol.3 - Tutto su 1.c4 1.Cf3 e minori (con Stefan Djuric e Dimitri Komarov) - 2006. Edizione LE DUE TORRI
- Corso completo di scacchi dalle basi all'agonismo (con Roberto Messa e Francesco Benetti) - 2007. Edizione LE DUE TORRI
- Il libro completo delle aperture - 2010. Edizione LE DUE TORRI
- Il Controgambetto Albin - 2012. Edizione LE DUE TORRI
- Il Sistema di Londra - 2013. Edizione LE DUE TORRI
- Lezioni di Apertura per ragazzi e principianti - 2014 Edizione LE DUE TORRI
- Il libro completo delle aperture - 2018. Edizione aggiornata LE DUE TORRI

In inglese:
- Chess Opening Essentials, Volume 1 - The Complete 1.e4 - (with Stefan Djuric e Dimitri Komarov) 2007. New in Chess
- Chess Opening Essentials, Volume 2 - 1.d4 d5 / 1.d4 various / Queen's Gambits - (with Stefan Djuric e Dimitri Komarov) 2009. New in Chess
- Chess Opening Essentials, Volume 3 - Indian Defences, Complete - (with Stefan Djuric e Dimitri Komarov) 2009. New in Chess
- Chess Opening Essentials, Volume 4 - 1.c4 / 1.Nf3 / Other First Moves - (with Stefan Djuric e Dimitri Komarov) 2010. New in Chess

## DVD
Autore dei seguenti DVD scacchistici:
- Videoscuola di Scacchi vol.14 - DVD (Le Aperture 1)
- Videoscuola di Scacchi vol.19 - DVD (Le Aperture 2)
- Videoscuola di Scacchi vol.20 - DVD (Le Aperture 3)
- Videoscuola di Scacchi vol.21 - DVD (Le Aperture 4)
- Videoscuola di Scacchi vol.22 - DVD (Le Aperture 5)
- Videoscuola di Scacchi vol.27 - DVD (La difesa Francese con Cc3)
- Videoscuola di Scacchi vol.28 - DVD (La Difesa Siciliana Variante del Dragone)
- Videoscuola di Scacchi vol.29 - DVD (La Siciliana Chiusa)
- Videoscuola di Scacchi vol.30 - DVD (L`Attacco Est Indiano)

## La sua combinazione più nota

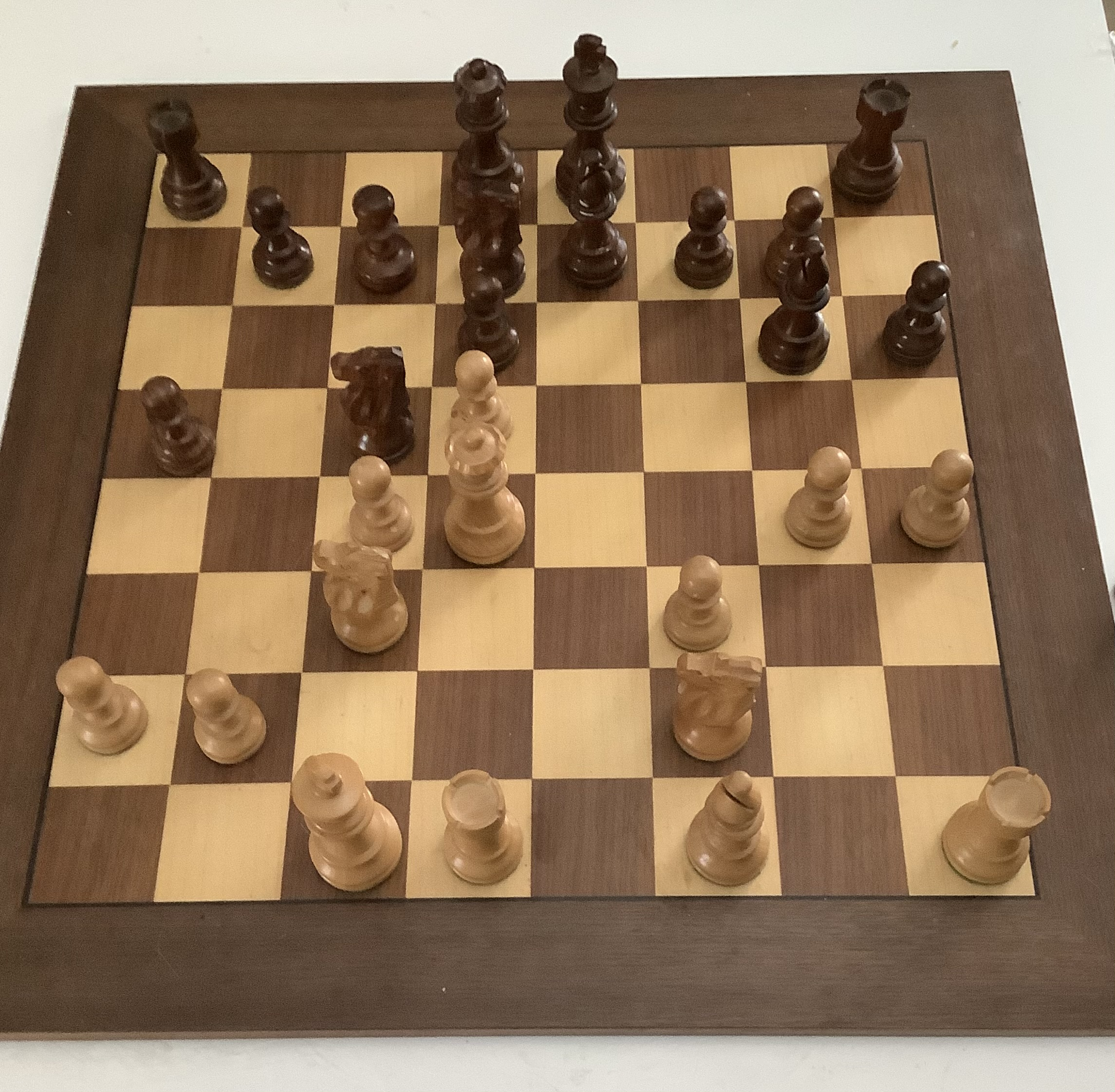
Il Nero vince: 1...Cb3! 2.axb3 Cc5

Magalotti Andrea - Pantaleoni Claudio Bologna 1981
http://postino.free.fr/tema/sgombero/magalotti_pantaleoni.html
http://chesstempo.com/gamedb/game/968402